# Kungshögarna (Malmö-Oxie)

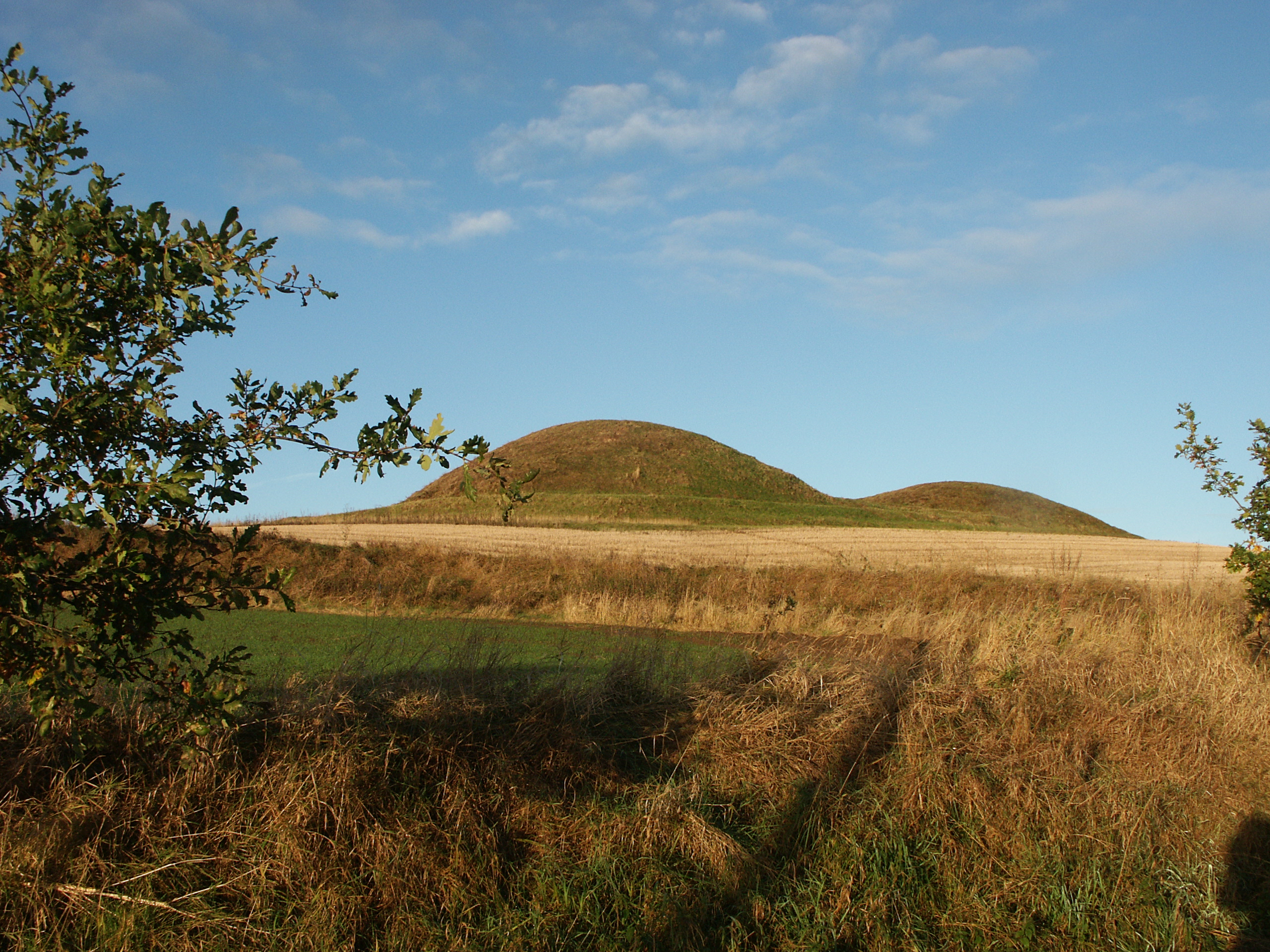
Kungshögarna von Malmö-Oxie

Die Kungshögarna sind zwei Grabhügel aus der Bronzezeit, die auf einem natürlichen Grat nördlich von Malmö-Oxie nahe der E 65 in Schonen in Schweden liegen. Sie sind Teil einer bronzezeitlichen Hügelreihe, die sich von Lund über Fosie und Oxie nach Trelleborg erstreckt. Die beiden etwa von 1300 v. Chr. stammenden bronzezeitlichen Hügel wurden ausgeraubt, wovon Gruben in ihren Kuppen zeugen. Funde sind nicht bekannt. 
Der Name Oxie ist eine Wortkombination. Das Suffix „-ie“ ist eine Verkürzung des dänischen Wortes Høje – für Hügel. „Os“  bzw. „Ox“ bezeichnet die Mündung eines Baches oder eine Quelle. Neben den Hügeln befand sich früher ein hoch liegender Teich, der sein Wasser aus einer Quelle bekommen haben muss. Es ist daher wahrscheinlich, dass die dominanten Höhen dem Dorf Oxie den Namen gaben. Der Name „Kungshöga“ erscheint erstmals auf Gerhard von Buhrmans (1653–1701) Schonenkarte von 1684.
Der Archäologe Nils Gustaf Bruzelius (1826–1895) beschreibt die Hügel in den 1840er Jahren und bezeichnet sie als Kungs- oder Oshögarne. Der größere ist sechs Meter hoch und hat etwa 30 Meter Durchmesser. Zwei Steine am Rande deuten darauf hin, dass der Hügel von Randsteinen umgeben gewesen sein könnte. Am Hügelrand sind während der späteren Bronzezeit und in der früheren Eisenzeit Urnen beigesetzt worden, die verbrannte Knochen enthielten. Der andere Hügel wurde im Laufe der Jahre abgepflügt und hat etwa 3,5 m Höhe und 21,0 m Durchmesser.
Großhügel mit einem Durchmesser von mehr als 30 Metern heißen in Schweden oft Kungshögen (deutsch „Königshügel“), beispielsweise Sättuna Kungshög, Kungshögen (Högsäter) und Nysäter und der Kungshögen (Höllviken). Sie sind vorzugsweise um den Mälaren anzutreffen. Die Großhügel stammen oft aus der jüngeren Eisenzeit. Einige der größten sind: Anundshög in Västmanland, Grönehög in Bohuslän, Högom in Medelpad, Inglinge hög in Småland, Ledbergs kulle in Östergötland, Skalunda hög in Västergötland, Ströbo hög in Västmanland und die drei Hügel in Alt-Uppsala in Uppland.